# Lijst van toneelregisseurs
Hieronder volgt een alfabetische lijst met bekende Nederlandse, Vlaamse en internationale toneelregisseurs.

## A
- Jawad al-Assadi

## B
- Bertolt Brecht
- Peter Brook
- Augusto Boal

## C
- Guy Cassiers

## D
- Eric De Volder
- Don Duyns

## F
- Rainer Werner Fassbinder

## G
- Madeeha Gauhar
- Peter Greenaway
- Karl Guttmann

## H
- Ivo van Hove

## J
- Henryk Jurkowski

## K
- Mauricio Kagel
- Mirjam Koen

## L
- Frank Van Laecke
- Jan Joris Lamers
- Guido Lauwaert
- Jan Lemaire jr.

## M
- Nicolae Massim
- Rabih Mroué

## N
- Jack Nieborg

## P
- Egbert van Paridon
- Pim de la Parra

## Q
- Farroechi Qosim

## R
- Lenin el-Ramly
- Gerardjan Rijnders

## S
- Peter Schumann
- Massimo Schuster
- Peter Sellars
- Sirppa Sivori-Asp
- Konstantin Stanislavski
- Peter Stein

## T
- Dirk Tanghe

## V
- Edwin de Vries

## W
- Alex van Warmerdam
- Mark Weil
- Helmert Woudenberg